# Dolichopithecus
Il dolicopiteco (gen. Dolichopithecus) è un primate estinto, appartenente ai cercopitecidi. Visse tra il Pliocene medio e il Pleistocene medio (circa 4 - 0,5 milioni di anni fa) e i suoi resti fossili sono stati ritrovati in Europa.

## Descrizione
Questo animale era di dimensioni medio-grandi, e il cranio poteva raggiungere la lunghezza di circa 20 centimetri. Il cranio era allungato e assomigliava a quello dei babbuini, e i canini erano molto allungati (in particolare negli esemplari maschi). I molari inferiori erano provvisti di un ipoconulide molto ridotto, tranne che nell'ultimo molare in cui era normalmente sviluppato. In generale, Dolichopithecus sembrerebbe sviluppare una tendenza evolutiva, soprattutto per quanto riguarda le dimensioni e la morfologia dello scheletro postcranico, dal più antico Mesopithecus.

## Classificazione
Il genere Dolichopithecus venne descritto per la prima volta nel 1889 da Depéret, sulla base di resti fossili provenienti dalla zona di Roussillon in Francia, risalenti al Pliocene medio. La specie tipo è Dolichopithecus ruscinensis, i cui fossili sono stati ritrovati in numerosi giacimenti pliocenici europei in Francia, Spagna,  Bulgaria, Ungheria, Romania, Moldavia e Ucraina. Resti fossili di questa specie sono stati rinvenuti anche in terreni del Pleistocene nei pressi di Bouches-du-Rhone in Francia. Un'altra specie del Pliocene medio di dimensioni minori, D. balcanicus, è stata descritta sulla base di resti ritrovati in Bulgaria e in Grecia. Al genere Dolichopithecus sono state anche attribuite altre specie asiatiche come D. eohanuman e D. leptopostorbitalis, ma sono poi state attribuite ad altri generi (Parapresbytis e Kanagawapithecus). 
Dolichopithecus è un cercopitecide della sottofamiglia Colobinae, strettamente imparentato con altre forme del Cenozoico europeo come Mesopithecus. Sembra che queste due forme facessero parte di una radiazione evolutiva di scimmie colobine europee piuttosto specializzate, estintesi senza lasciare discendenti.

## Paleoecologia
Dolichopithecus, come il suo simile Mesopithecus, doveva essere un animale semi-terricolo, che passava la maggior parte del tempo a terra e che saliva sugli alberi solo per dormire o nutrirsi. L'ambiente in cui viveva questo animale era costituito da foreste aperte.